# Педагогічне тестування

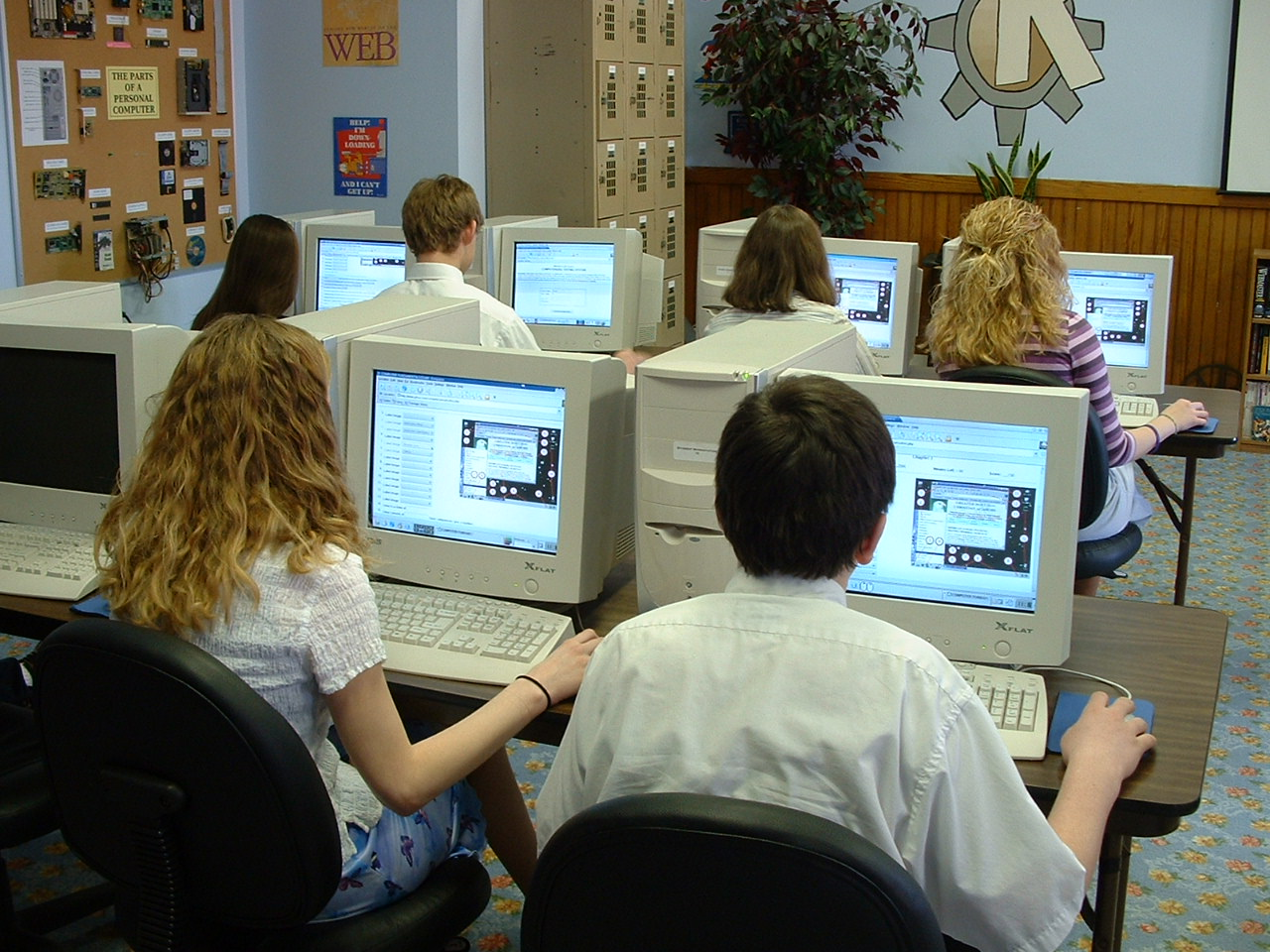
Американські студенти здають автоматизовані комп'ютерні тести

Педагогі́чне тестува́ння — це вид педагогічного діагностування, науково обґрунтована форма процесу вимірювання знань учнів, що базується на застосуванні педагогічних тестів.

## Основні поняття і визначення
Класичним у педагогіці є визначення К. Інгекампа: «Тестування — це метод педагогічної діагностики, за допомогою якого вибір поведінки, що презентує передумови чи результати навчального процесу, повинен максимально відповідати принципам зіставлення, об'єктивності, надійності та валідності вимірів, повинен пройти опрацювання й інтерпретацію й бути прийнятним для застосування в педагогічній практиці».
Педагогічний тест — це інструмент, що призначений для вимірювання ступеня навченості учня, який складається з системи тестових завдань, стандартизованої процедури проведення, обробки та аналізу результатів.
Тестологія — теорія і методика створення та використання тестів як об'єктивних і стандартизованих вимірювань, що легко піддаються кількісному оцінюванню, статистичній обробці та порівняльному аналізу.

## Об'єкт тестування
Особливе значення для педагогічного діагностування має об'єкт тестування в рамках організації і здійснення моніторингу в освіті. В ході діагностування активно застосовуються тести дидактичні, тести психологічні, тести досягнень, тести здатності до навчання, тести здібностей. Наприклад, за допомогою тестів досягнень і дидактичних тестів здійснюються: діагностування успішності учнів школи за чверть, півріччя тощо; діагностування якості знань учнів за предметами за навчальний період; діагностування результатів діяльності педагогів школи; діагностування успішності класу; діагностування динаміки успішності учня.

## Вимоги до тестування
Важливими критеріями методів визначення (вимірювання) навченості є дієвість (валідність), надійність та ефективність їх результатів. Саме цими критеріями користуються більшість вчених-тестологів.

### Валідність тестування
Валідність методу — це комплексна характеристика, яка визначається як параметрами засобу та процедури вимірювання, так і властивостями ознаки, яка досліджується. Отже, валідність методу — це відповідність того, що вимірюється даним методом, тому, що потрібно вимірювати. За цим критерієм встановлюється сфера дійсності, для якої метод дає статистично вірогідні результати. Якщо мова йде про тестування діяльності певного рівня, то кваліфікаційні завдання, що пропонуються у тесті, повинні відповідати саме такому рівню складності, тобто їх не можна виконати засобами діяльності нижчого рівня. При цьому говорять про функціональну валідність тесту.

### Надійність тестування
Надійність методу вимірювання — це міра стійкості результатів, що впливає на точність, з якою можна виміряти ту чи іншу конкретну ознаку. Перевірка надійності методу стосується насамперед відновлення результатів при повторних вимірах.
Ступінь надійності методу залежить від об'єктивності методу, параметрів засобу вимірювання, стабільності характеристики, яку вимірюють.
Під надійністю контрольного завдання розуміють ступінь точності, з якою може бути визначена та чи інша ознака. Тобто визначено, наскільки можна довіряти результатам даного тесту. Про надійність тестів іноді роблять висновки за такою ознакою: якщо в усіх випадках перевірки тесту чи його варіантів виявиться, що учні в розподілі за показниками успішності займуть ті ж місця, то такий тест можна вважати надійним.
Надійність тесту залежить від кількості тестових завдань. Тому для достатньої надійності підсумкового контролю достатньо великих розділів курсу навчання тест має містити не менше як 40 завдань.

### Ефективність тестування
Аванесов В. С. вважає, що в міру становлення нової теорії тестів починає відчуватись необхідність розширення кількості критеріїв хоча б до трьох. Як третій педагог пропонує критерій ефективності.
Ефективність — порівняльний критерій, що дозволяє порівняти тести. Ефективним можна назвати тест, за допомогою якого краще, ніж за допомогою інших тестів, вимірюються знання студентів потрібного рівня підготовки, з меншим числом завдань, якісніше, швидше, дешевше, і все це — по можливості одночасно.
Якщо порівняти поняття ефективність із поняттями надійність і валідність, то найістотніша відмінність нового поняття від двох традиційних полягає у переході від середнього показника до диференційованого. Достатньо пригадати, що надійність стосується тесту, який складається із фіксованої кількості завдань, що пред'являються всім випробовуваним; тільки тоді можна знайти коефіцієнт надійності тесту, як середню міру точності вимірювання. Аналогічно знаходиться і валідність тесту. Ефективний же тест, навпаки, допускає відхід від усереднювання і від фіксованої для всіх випробовуваних кількості завдань.
Особливістю ефективних тестів, на думку Пола Клайна, є дискримінативність. Досягнення задовільного розподілу показників тестових запитань є однією з цілей автора тестів.
До ефективних тестів зазвичай висуваються дві суттєві, вимоги — рівномірність кількісного розподілу за складністю множини тестових завдань в усьому діапазоні вимірювань.
Дискримінативність — це здатність окремих завдань тесту і тесту в цілому диференціювати обстежуваних відносно максимального і мінімального результатів тесту. Дискримінативність вимірюється показником дельта Фергюсона і набуває максимального значення при рівномірному (прямокутному) розподілі показників, у яких якнайповніше реалізовані усі можливі прояви вимірюваної властивості. Коефіцієнт Фергюсона — це відношення між показником дискримінативності, отриманими для деякого тесту і максимальним значенням дискримінативності, яку може забезпечити такий тест.
За допомогою ретельного конструювання тесту можна забезпечити відповідний рівень дискримінативності, а це саме те, в чому тести виграють у порівнянні з іншими формами випробувань.
Складність завдання тесту — характеристика завдання, що відображає статистичний рівень вирішуваності. Показником складності тестового завдання є частка випробуваних, які розв'язали або не розв'язали дане завдання. Наприклад, якщо лише 20 % випробуваних виконали завдання, його можна вважати складним для даної категорії, якщо 80 % — легким.
Добір завдань за показниками складності важливий для успішного використання тестів. Так при доборі надто складних тестових завдань валідність і надійність тесту різко зменшується. Надто прості тестові завдання призведуть до одноманітності тесту і його неефективності.

## Тестові завдання та їх види
Тестове завдання — складова частина педагогічного тесту, що відповідає вимогам технологічності, форми, змісту і, крім цього, статистичним вимогам:
- означеної складності;
- достатньої роздільної здатності.

Тестові завдання можна розділити на дві групи:
- закриті:
  - завдання з множиною варіантів;
  - завдання альтернативних відповідей;
  - завдання множинного вибору;
  - завдання на встановлення відповідності;
  - завдання на встановлення правильної послідовності.
- відкриті:
  - завдання вільного викладу;
  - задання-доповнення.

## Функції педагогічного тестування
Тестування у педагогіці виконує три основні взаємопов'язані функції: діагностичну, навчальну і виховну:
- Діагностична функція полягає у виявленні рівня знань, умінь, навичок учня. Це основна і найочевидніша функція тестування. За об'єктивністю, широтою і швидкістю діагностування, тестування перевершує всі інші форми педагогічного контролю.
- Навчальна функція тестування полягає в мотивуванні учня до активізації роботи із засвоєння навчального матеріалу. Для підсилення навчальної функції тестування можуть бути використані додаткові заходи стимулювання учнів, такі як: роздача викладачем зразкового переліку питань для самостійної підготовки, наявність в самому тесті навідних запитань і підказок, спільний розбір результатів тесту.
- Виховна функція проявляється в періодичності і неминучості тестового контролю. Це дисциплінує, організує і спрямовує діяльність учнів, допомагає виявити і усунути прогалини у знаннях, формує бажання розвинути свої здібності.

## Види педагогічних тестів
Тести можна розділити на дві категорії — традиційні і адаптивні тести.

### Традиційний тест
Традиційний тест містить список запитань і різні варіанти відповідей. Кожне запитання оцінюється у певну кількість балів, що має назву «вага запитання». Результат традиційного тесту залежить від кількості питань, на які було дано правильну відповідь та суми набраних балів.

### Адаптивний тест
Усі кандидати розпочинають тестування з питання легкого або середнього за складністю. Хто відповів правильно отримує наступне запитання, вищої складності, якщо відповідь була невірною, рівень складності наступного питання буде нижчим. Процес триває до тих пір, поки система тестування не визначить рівень знань кандидата.

## Переваги і недоліки
У порівнянні з іншими формами контролю знань тестування має свої переваги і недоліки.

### Переваги тестування
- Тестування є якіснішим і об'єктивнішим способом оцінювання, його об'єктивність досягається шляхом стандартизації процедури проведення, перевірки показників якості завдань і тестів у цілому.
- Тестування — справедливіший метод, який ставить усіх учнів в однакові умови, як у процесі контролю, так і в процесі оцінювання, практично усуваючи суб'єктивізм викладача. За даними англійської асоціації NEAB, що займається підсумковою атестацією учнів Великої Британії, тестування дозволяє знизити число апеляцій більше ніж у три рази, зробити процедуру оцінювання однаковою для всіх учнів незалежно від місця проживання, типу і виду навчального закладу, де навчаються учні.
- Тести — це об'ємніший інструмент, оскільки тестування може включати в себе завдання по усіх темах курсу, тоді як на усний екзамен зазвичай виноситься 2-4 теми, а на письмовий — 3-5. Це дозволяє діагностувати знання учня по усьому курсу, виключаючи елемент випадковості при витягування екзаменаційного білета. За допомогою тестування можна встановити рівень знань учня по дисципліні у цілому і по окремих її розділах.
- Тест є точнішим інструментом, так, наприклад, шкала оцінювання тесту з 20 запитань містить 20 поділок, у той же час як звична шкала оцінювання знань — лише 4.
- Тестування є ефективнішим з економічних міркувань. Основні затрати при тестування припадають на розробку якісного інструментарію, тобто мають одноразовий характер. Затрати ж на проведення тесту значно нижчі, ніж при письмовому чи усному контролі. Проведення тестування і контроль результатів в групі з 30 осіб забирає півтори-дві години, усний або письмовий екзамен — не менше чотирьох годин.
- Тестування — це найбільш м'який інструмент, вони ставлять всіх учнів в однакові умови, використовуючи єдину процедуру і єдині критерії оцінки, що приводить до зниження передекзаменаційних нервових напружень.

### Недоліки тестування
- Розробка якісного тестового інструментарію — тривалий, трудомісткий і затратний процес. Стандартні набори тестів для більшості дисциплін ще не розроблені, а розроблені зазвичай мають низьку якість.
- Дані, що отримує викладач в результаті тестування, хоча і включають інформацію про недостатність підготовки по конкретних розділах, але не дозволяють судити про причини цих недоліків.
- Тест не дозволяє перевіряти і оцінювати високі, продуктивні рівні знань, пов'язані з творчістю, тобто імовірнісні, абстрактні і методологічні знання.
- Широта охоплення тем у тестуванні має і зворотний бік. Учень при тестуванні, на відміну від усного або письмового іспиту, не має достатньо часу для скільки-небудь глибокого аналізу теми.
- Забезпечення об'єктивності і справедливості тесту вимагає прийняття спеціальних заходів по забезпеченню конфіденційності тестових завдань. При повторному застосуванні тесту бажано внесення змін до завдань.
- У тестуванні присутній елемент випадковості. Наприклад, учень, що не відповів на просте запитання, може дати правильну відповідь на складніше. Причиною цього може бути, як випадкова помилка у першому випадку, так і вгадування відповіді у другому. Це спотворює результати тесту і призводить до необхідності врахування ймовірнісної складової при їх аналізі.